# Nicholas Morello
Nicholas (Nick) Morello (ur. 1866,  zm. 1916) – amerykański gangster sycylijskiego pochodzenia,  brat Antonio i Joe, z którymi stworzył pierwszą rodzinę mafijną w Stanach Zjednoczonych kontrolującą interesy przestępcze w Greenwich Village na Manhattanie.

## Życiorys
Był zwolennikiem utworzenia ogólnokrajowego syndykatu, w skład którego weszłyby wszystkie rodziny przestępcze, plany te później wprowadził Lucky Luciano w ramach Narodowego Syndykatu Przestępczego.
Kierownictwo rodziny Morello przejął po swoim starszym bracie Antonio, który nie posiadał cech przywódczych.
Konkurował  z Don Pelligrino Morano, przywódcą neapolitańskiej Camorry.
W 1916 r. wybuchła między nimi ostra i bezwzględna wojna, w wyniku której Nicolas poniósł śmierć. Zginął w zamachu przy Navy Street wraz ze swoim ochroniarzem, udając się na pojednawcze spotkanie z Morano.